# Hobart (Wisconsin)
Hobart ist eine Gemeinde (mit dem Status „Village“) im Brown County im US-amerikanischen Bundesstaat Wisconsin. Das U.S. Census Bureau ermittelte bei der Volkszählung 2020 eine Einwohnerzahl von 10.211.
Hobart ist Bestandteil der Metropolregion um die Stadt Green Bay.

## Geografie
Hobart liegt im Osten Wisconsins, beiderseits des in die Green Bay des Michigansees mündenden Duck Creek. Der Ort liegt im westlichen Vorortbereich von Green Bay und auf dem Gebiet der Oneida Nation of Wisconsin, einem Indianerreservat der zu den Irokesen gehörenden Oneida.
Die geografischen Koordinaten des Zentrums von Hobart sind 44°29′57″ nördlicher Breite und 88°09′00″ westlicher Länge. Das Gemeindegebiet erstreckt sich über eine Fläche von 85,63 km².
Neben dem  15,8 km östlich gelegenen Stadtzentrum von Green Bay liegen folgende Orte in der Nachbarschaft von Hobart: Howard und Suamico (an der nordöstlichen Gemeindegrenze), Pittsfield (18,5 km nordnordwestlich), Pulaski (25,9 km in der gleichen Richtung) und Seymour (16,7 km westlich).
Die neben Green Bay weiteren nächstgelegenen größeren Städte sind Milwaukee (187 km südlich), Chicago (329 km in der gleichen Richtung), Wisconsins Hauptstadt Madison (213 km südwestlich), Eau Claire (306 km westlich), die Twin Cities in Minnesota (429 km in der gleichen Richtung) und Duluth am Oberen See in Minnesota (521 km nordwestlich).

## Verkehr

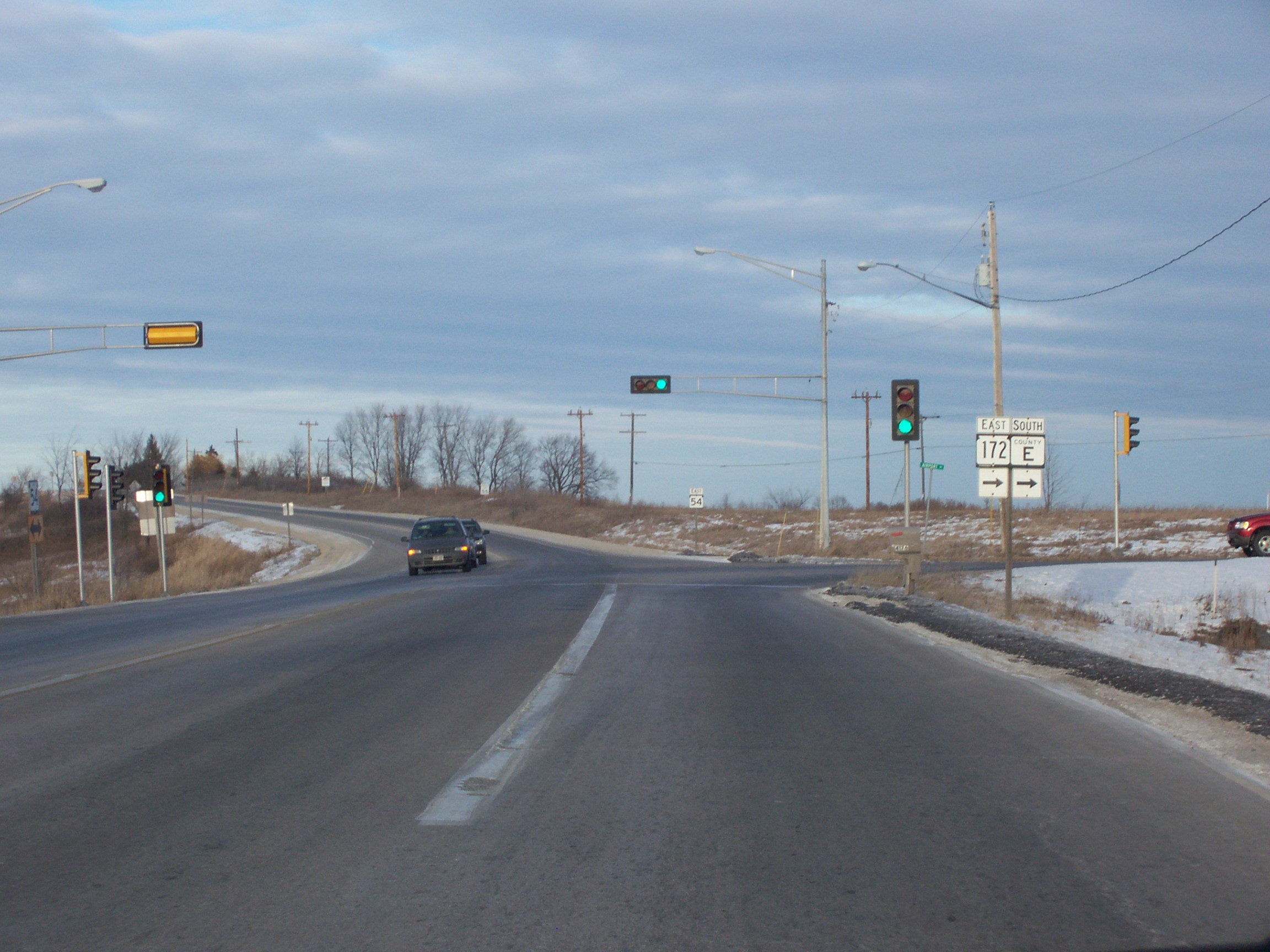
Westliches Ende des WIS 172

Im Norden und Nordosten wird das Gemeindegebiet von Hobart durch die auf einem gemeinsamen Streckenabschnitt verlaufenden Wisconsin State Highways 29 und 32 begrenzt. Von Nordosten nach Südwesten verläuft der Wisconsin State Highway 54. Die Einmündung des Wisconsin State Highway 172 in den WIS 54 auf dem Gemeindegebiet von Hobart bildet dessen westlichen Endpunkt. Alle weiteren Straßen sind untergeordnete Landstraßen, teils unbefestigte Fahrwege sowie innerstädtische Verbindungsstraßen.
Der Austin Straubel International Airport von Green Bay liegt zum Teil auf dem Gemeindegebiet von Hobart.

## Bevölkerung
Nach der Volkszählung im Jahr 2010 lebten in Hobart 6182 Menschen in 2180 Haushalten. Die Bevölkerungsdichte betrug 72,2 Einwohner pro Quadratkilometer. In den 2180 Haushalten lebten statistisch je 2,84 Personen.
Ethnisch betrachtet setzte sich die Bevölkerung zusammen aus 78,1 Prozent Weißen, 0,5 Prozent Afroamerikanern, 17,5 Prozent amerikanischen Ureinwohnern, 1,2 Prozent Asiaten, 0,1 Prozent Polynesiern sowie 0,1 Prozent aus anderen ethnischen Gruppen; 2,5 Prozent stammten von zwei oder mehr Ethnien ab. Unabhängig von der ethnischen Zugehörigkeit waren 2,3 Prozent der Bevölkerung spanischer oder lateinamerikanischer Abstammung.
27,1 Prozent der Bevölkerung waren unter 18 Jahre alt, 60,1 Prozent waren zwischen 18 und 64 und 12,8 Prozent waren 65 Jahre oder älter. 50,8 Prozent der Bevölkerung waren weiblich.
Das mittlere jährliche Einkommen eines Haushalts lag bei 85.338 USD. Das Pro-Kopf-Einkommen betrug 38.420 USD. 2,7 Prozent der Einwohner lebten unterhalb der Armutsgrenze.